# Spirostreptus glomeratus
Spirostreptus glomeratus är en mångfotingart som beskrevs av Carl Graf Attems 1934. Spirostreptus glomeratus ingår i släktet Spirostreptus och familjen Spirostreptidae. Inga underarter finns listade i Catalogue of Life.